# Алькальський університет
Алькальський університет (лат. Universidad Complutense, ісп. Universidad de Alcalá) — університет в Іспанії. Один з найдавніших іспанських університетів. Мав особливо великий вплив у XVI–XVII століттях. Заснований 1499 року в місті Алькала кардиналом Кіснеросом, регентом Королівства Іспанії, до коронації імператора Чарльза V.  1836 року переведений у Мадрид. Мадридський Університет Комплутенсе, що розвинувся з університету Алькали, сьогодні є найбільшим в Іспанії.
1998 року приміщення історичного університету разом з центральною частиною міста Алькала-де-Енарес занесено до списку світової спадщини ЮНЕСКО.
1977 року в Алькалі було засновано новий університет «Universidad de Alcalá», розташований частково у історичних університетських будівлях.

## Назва
- Алькальський університет (ісп. Universidad de Alcalá) — іспанська назва за назвою міста Алькала.
- Комплутійський університет (лат. Universidad Complutense) — офіційна латинська назва, що походить від латинської назви Алькали — Комплутій.

## Історія університету
Кардинал Кіснерос мав оригінальні ідеї щодо викладання та управління. Університет швидко перетворився на активний центр гуманізму. Найкращий приклад його видавничої діяльності було видання багатомовної Біблії, яке принесло популярність Університету до початку XV століття. Старі римські і арабські міста перетворились на університетський та церковний центр, з будівництвом релігійних і освітніх будівель, монастирів, резиденцій та коледжів. Вони дали характер міського середовища та велику архітектурну цінність міста.
Занепад Університету Алькала де Енарес в 1836 р., з його подальшою мілітаризацією, приватизацією і тюремною установкою, стало причиною втрати багатої міської, художньої і культурної спадщини, що розвивалася. 1836 року переведений у Мадрид.
1998 року приміщення історичного університету разом з центральною частиною міста Алькала де Енарес занесено до списку світової спадщини ЮНЕСКО.
Це був один з найважливіших європейських університетів епохи Відродження.
Унікальні книжкові зібрання цього університету ставилися в ту пору вченими в один ряд з бібліотеками Ватикану, Венеції, Флоренції і Парижа. Не випадково університет Алькала де Енарес дав іспанській та світовій культурі плеяду видатних мислителів, літераторів, політиків і вчених, серед яких богослов Ігнаціо де Лойола, засновник ордена єзуїтів; драматурги Лопе де Вега і Кальдерон; Тірсо де Моліна Квеведо і т.д.

## Коледж Сан-Ільдефонсо

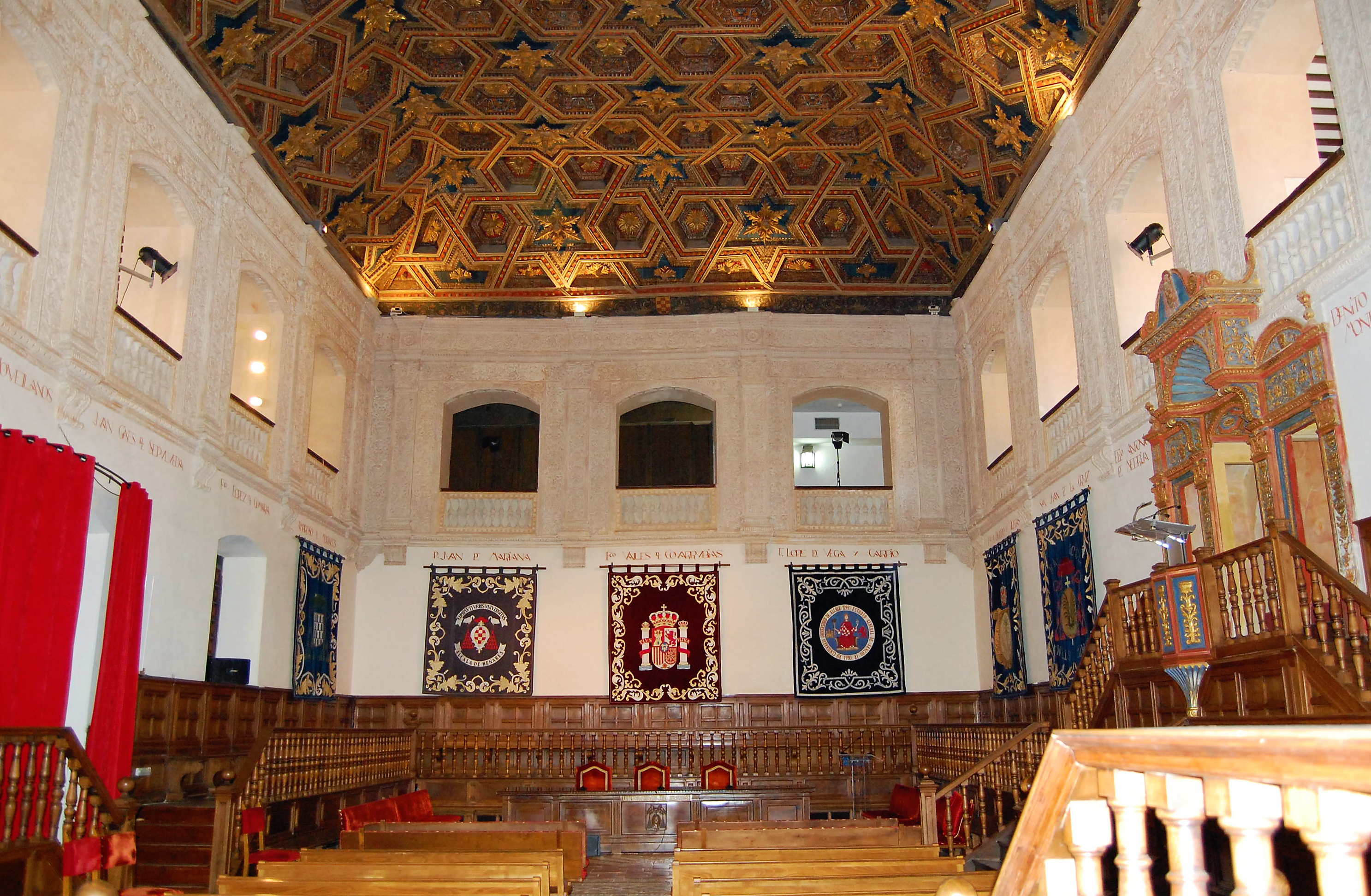
Аудиторія університету Алькала.

Коледж Сан-Ільдефонсо при університеті - одна з архітектурних коштовностей Ренесансу Іспанії. 
Колледж Сан Ільдефонсо - серце та душа університету Алькали. Він був побудований між 1500 і 1515 роками. З 1541 по 1553 рр. Архітектор Родріго Гіл де Хонтаньон замінив примітивний фасад з каменю до поточного дизайну, використовуючи сірий граніт для плінтуса та золотий вапняк для верхніх відділів. Внаслідок дії природних умов та старіння постраждала будівля була віддана на реконструкцію, щоб запобігти його подальшій деградації  та відремонтувати будь-які пошкодження  і відновити його до колишньої пишноти.

## Ботінічний сад
Університет поділяється на чотири зони: Старе місто, Кампус, Гвадалахара, Сігуенза. Це розширення і в той же час географічна "дисперсія" дозволили перетворити Кампус на ботанічний сад, у межах якого: великий парк площею близько 300 гектарів для університетського викладання та наукових досліджень, а також для дозвілля та відпочинку місцевих жителів.